# Macadamia tetraphylla
Macadamia tetraphylla ist eine Pflanzenart aus der Familie der Silberbaumgewächse (Proteaceae). Sie stammt aus dem Südosten Australiens. Bekannt sind ihre essbaren Früchte, die Macadamianüsse. 

## Beschreibung
Macadamia tetraphylla wächst als kleiner bis mittelgroßer Baum, oft mit kurzem, kurz über dem Boden verzweigten Stamm, und erreicht Wuchshöhen von 3 bis 18 m. 
Die ledrigen Laubblätter stehen zu viert, selten zu dritt oder fünft, in Quirlen an den Zweigen. Im Austrieb sind die Blätter rötlich und leicht behaart, die Behaarung verliert sich später. Der Blattstiel fehlt oder misst höchstens 0,4 cm. Die Blätter sind 7 bis 30 cm lang bei einer Breite von 1,4 bis 6 cm. Die Blattspreite ist länglich bis lanzettlich, oberhalb der Mitte am breitesten. Der Blattrand ist leicht gewellt und regelmäßig stachlig gezähnt. Das Blattspreite endet spitz oder mit aufgesetzter Spitze. Die Blattoberseite ist leicht glänzend, die Unterseite ist heller, die Mittelrippe tritt auf beiden Blattseiten deutlich hervor.
Der traubige Blütenstand ist 5,5 bis 38 cm lang und je zwei Blüten stehen in der Achsel eines Tragblattes. Die Blütenstandsachse ist gelblich-braun behaart. Die cremefarbenen oder rosafarbenen, behaarten Blütenhüllblätter sind 0,55 bis 1,5 cm lang. Die Staubbeutel sind 0,7 bis 2,2 mm lang. Der Fruchtknoten und die Basis des Griffels sind bräunlich behaart.
Die Frucht ist rundlich, vorne etwas zugespitzt, mit einem Durchmesser von 2,4 bis 5 cm. Sie umgibt mit einer ledrigen, 2 bis 9 mm dicken Schale (Perikarp) den einzelnen Samen. Die verholzte, manchmal runzlige Samenschale (Testa) ist 2 bis 6 mm dick.

## Verbreitung
Macadamia tetraphylla ist in einem kleinen Gebiet im Norden von New South Wales und im Südosten von Queensland beheimatet. Sie wächst dort in Regenwäldern.

## Verwendung

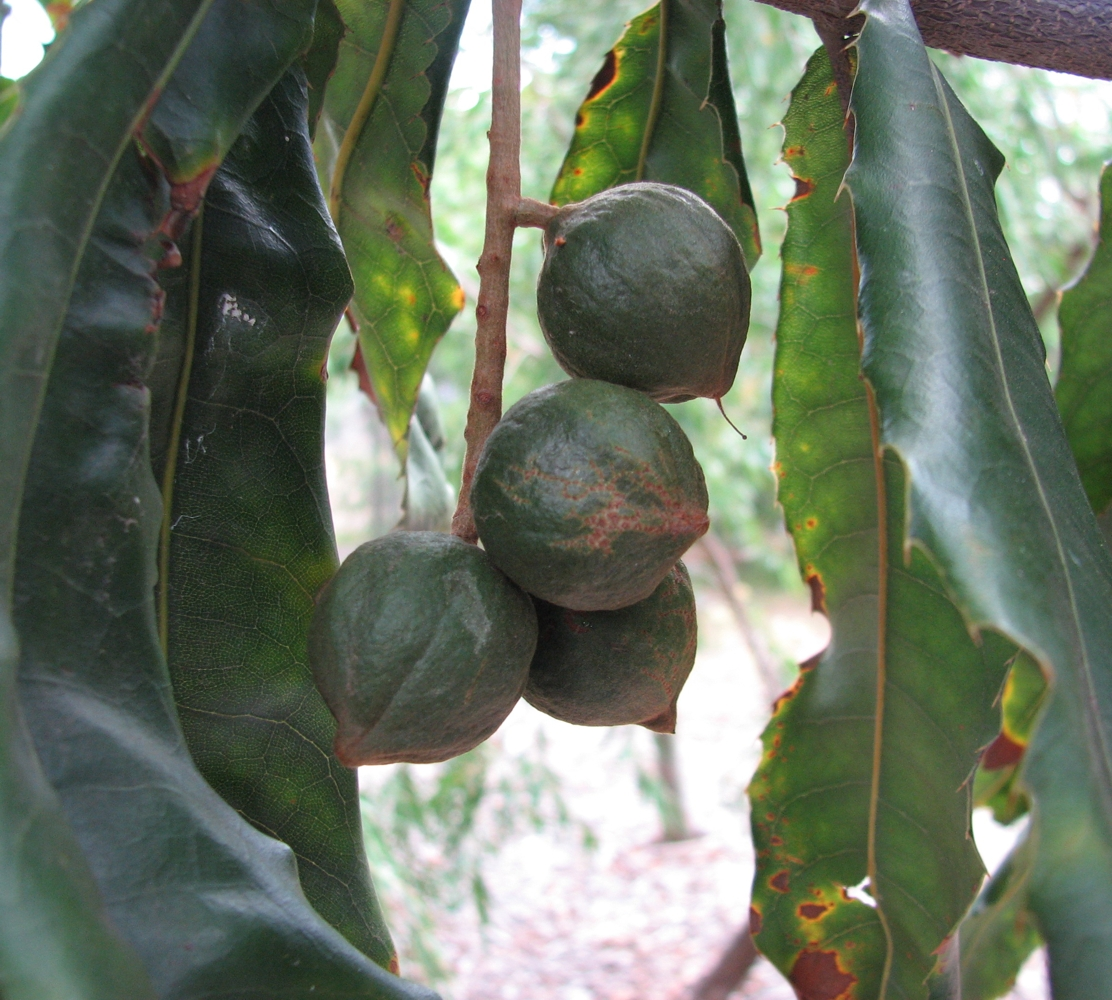
Grüne, geschlossene Früchte

Die Samen von Macadamia tetraphylla sind essbar. Angebaut werden meist Hybriden von Macadamia tetraphylla und Macadamia integrifolia.